# 柯克伍德 (特拉華州)
柯克伍德（英語：Kirkwood）是位於美國特拉華州紐卡斯爾縣的一個非建制地區。該地的面積和人口皆未知。

## 地理
柯克伍德的座標為39°34′18″N 75°41′47″W / 39.57167°N 75.69639°W，而該地的平均海拔高度為21米（即69英尺）。